# تپه سراب بادیه
تپه سراب بادیه در شهرستان هرسین، بخش مرکزی، دهستان حومه، ۷۰۰ متری شرق روستای سراب بادیه علیا واقع شده و این اثر در تاریخ ۲۶ اسفند ۱۳۸۷ با شمارهٔ ثبت ۲۵۴۷۰ به‌عنوان یکی از آثار ملی ایران به ثبت رسیده است.